# Kay Parker
Kay Parker, född 28 augusti 1944 i Birmingham, West Midlands, död 14 oktober 2022 i Los Angeles, Kalifornien, var en brittisk porrskådespelare och senare författare. Under 1970-, 80- och 90-talen medverkade hon i amerikansk pornografisk film, och är känd för rollen som modern Barbara i incestserien Taboo.

## Filmografi (filmer som haft svensk premiär)[8]
- 1977 – Härifrån till härligheten - Fedora Weatherly
- 198? – Sex gymping
- 1980 – Ta mej till frukost - Gladys Whitmore
- 1980 – Huggsexan - Mrs Bun
- 1980 – Hon kunde inte låta bli - Barbara Scott
- 1981 – De vilda kvinnornas natt - Maxie Roget
- 1981 – Madame Laus kärlekstempel - hustrun
- 1982 – Lustans språk - Lori Sage
- 1982 – Satisfactions
- 1984 – Sex Play
- 1984 – Too Hot To Touch - Loretta
- 1986 – Careful, He May Be Watching - Assie
- 1989 – Tabu III - sexskandalen fortsätter - Barbara Scott